# Morane-Saulnier S
Morane-Saulnier S byl prototyp rozměrného dvoumotorového dvouplošného bombardéru vzniklý ve Francii v době první světové války. Typ byl poháněn dvěma vidlicovými dvanáctiválci Renault 12E, s bočními chladiči typu Hazet. Service technique de l'aéronautique jedinému vyrobenému stroji sériového čísla MS-625 přidělila vojenské označení MoS.10. 
Typ se v roce 1916 zúčastnil konkursu na těžký bombardér,  v němž zvítězil, ale plánovaná objednávka na 300 sériových letounů byla nejprve redukována na 90 kusů, a později zcela zrušena v prospěch licenční výroby bombardérů firmy Caproni. Společnost Morane-Saulnier později vyvinula a vyráběla tvarově podobný, ale rozměrově menší typ T.

## Varianty
Morane-Saulnier S
Firemní označení vyrobeného stroje s motory Renault 12E.
MoS.10 B.3
Oficiální označení typu přidělené ozbrojenými silami Francie.
Morane-Saulnier Y
Firemní označení projektované verze s motory Hispano-Suiza 8Aa
MoS.24 B.3
Vojenské označení typu Y

## Specifikace (typ S)
Údaje dle

### Technické údaje
- Osádka: 3–4 (pilot, kopilot a 1–2 střelci)
- Délka: 12,20 m
- Rozpětí: 26,00 m
- Výška:
- Nosná plocha: 120 m²
- Prázdná hmotnost:
- Maximální vzletová hmotnost:
- Pohonná jednotka:: 2 × kapalinou chlazený dvanáctiválcový vidlicový motor Renault 12E
- Výkon pohonné jednotky:  190 kW (220 hp)

### Výkony
- Maximální rychlost: 140 km/h (ve výši 2000m)
- Dolet: 1200 km
- Dostup:
- Stoupavost:

### Výzbroj (plánovaná)
- 2 × pohyblivý kulomet
- max. 300 kg pum